# ریتم‌باکس
ریتم‌باکس (به انگلیسی: Rhythmbox) (به فارسی: جعبه ضرب‌آهنگ) یک پخش‌کننده صدا است که قابلیت پخش صدای دیجیتال و سازماندهی آن را دارا می‌باشد. ریتم‌باکس جزو میزکار گنوم است و از چارچوب چندرسانه‌ای GStreamer استفاده می‌کند.
ریتم‌باکس پخش‌کننده پیش‌فرض صدا بر روی تعداد زیادی توزیع لینوکس از جمله اوبونتو و فدورا است.